# Критчет, Джордж
Джордж Критчет (англ. George Critchett; 1817—1882) — английский окулист.
В 1863 отказался от должности главного хирурга лондонского госпиталя и всецело посвятил себя глазной практике.
С 1876 был профессором глазных болезней при госпитале в Миддлсексе и здесь своими гениальными операциями приобрёл европейскую известность. Критчет напечатал «A course of lectures on diseases of the eye» (1854); «Extraction of cataract in cases of closed and adherent pupil» (1856); «A new method of forming an artifical pupil by tuing the Iris or Iridesis» (в «Ophthalmic Hospital Reports»).